# Regionalizacja fizycznogeograficzna Karpat

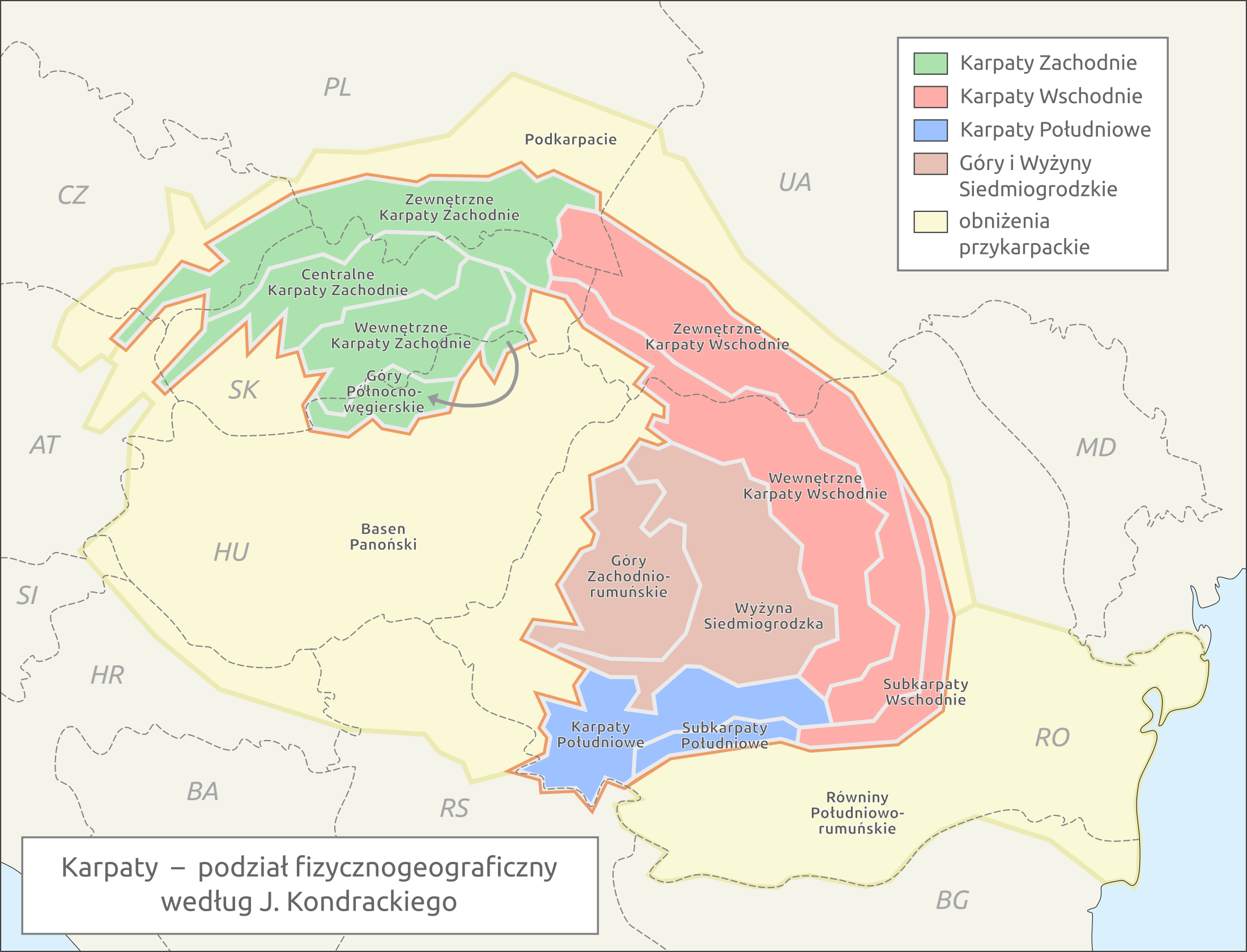
Granice i podział regionalny Karpat według Jerzego Kondrackiego (prowincje i podprowincje)

Regionalizacja fizycznogeograficzna Karpat – wielostopniowy podział Karpat na regiony pod względem fizycznogeograficznym, opracowany przez geografa Jerzego Kondrackiego z Uniwersytetu Warszawskiego w drugiej połowie XX wieku. Jako czynniki przewodnie regionalizacji autor zastosował kryteria geologiczno-geomorfologiczne.
J. Kondracki najogólniej podzielił Karpaty na Karpaty Zachodnie i Karpaty Południowo-Wschodnie, prowadząc granicę między nimi linią: dolina Osławy–Przełęcz Łupkowska–dolina Laborca, zgodnie z poglądami Antoniego Rehmana. W tym rejonie łańcuch karpacki najbardziej zwęża się i obniża, a także skręca na południowy wschód.
Owalnie zarysowany obszar Karpat Zachodnich kontrastuje z trójkątnym areałem Karpat Południowo-Wschodnich, w obrębie których można z kolei wyróżnić trzy odrębne człony: Karpaty Wschodnie, Karpaty Południowe oraz Góry i Wyżyny Siedmiogrodzkie. Te trzy części oraz Karpaty Zachodnie stanowią cztery rozległe prowincje karpackie, które w dalszej kolejności J. Kondracki podzielił na podprowincje, makroregiony i mezoregiony.

## Koncepcja J.Kondrackiego

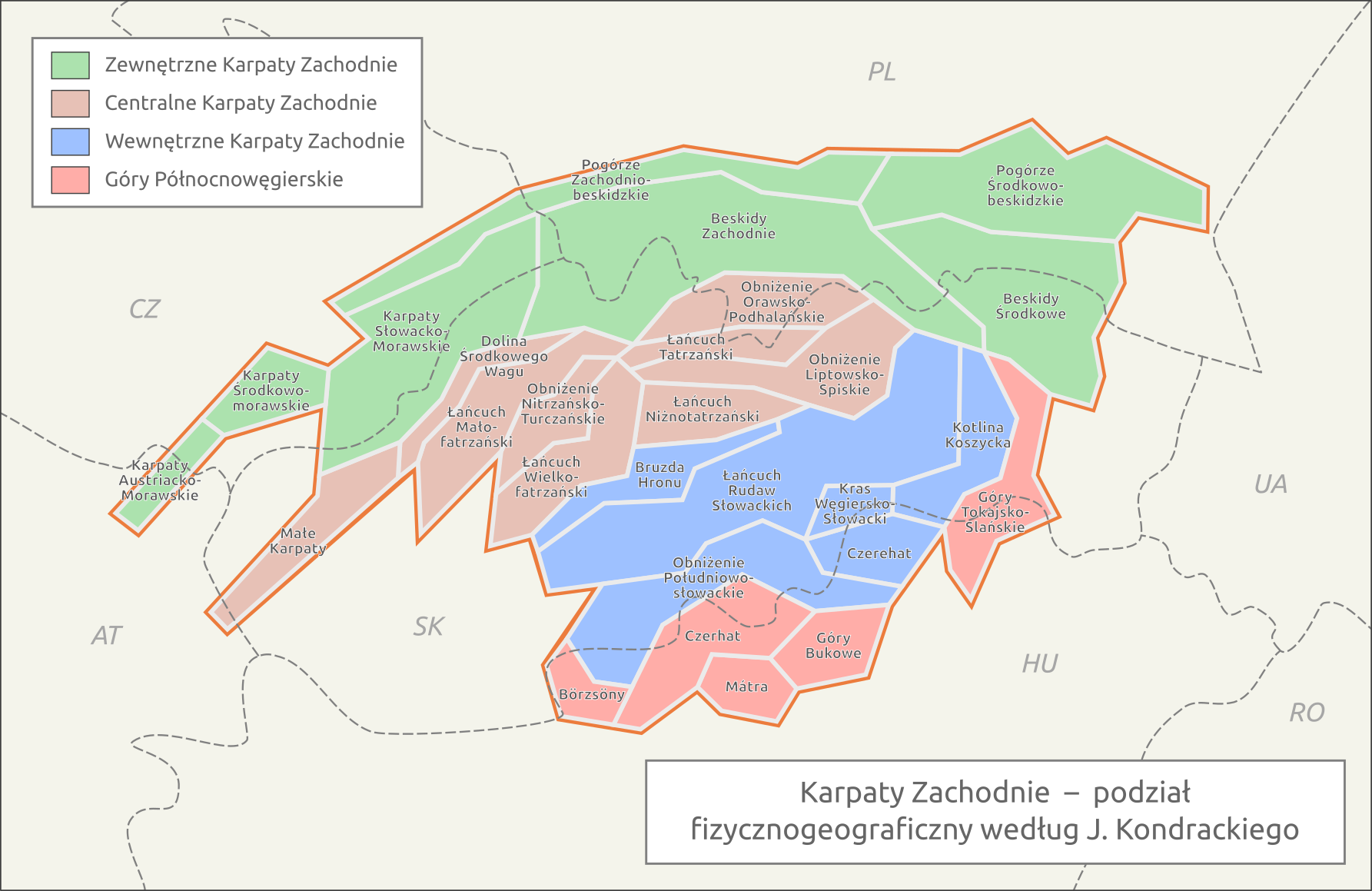
Podział regionalny Karpat Zachodnich (podprowincje i makroregiony)

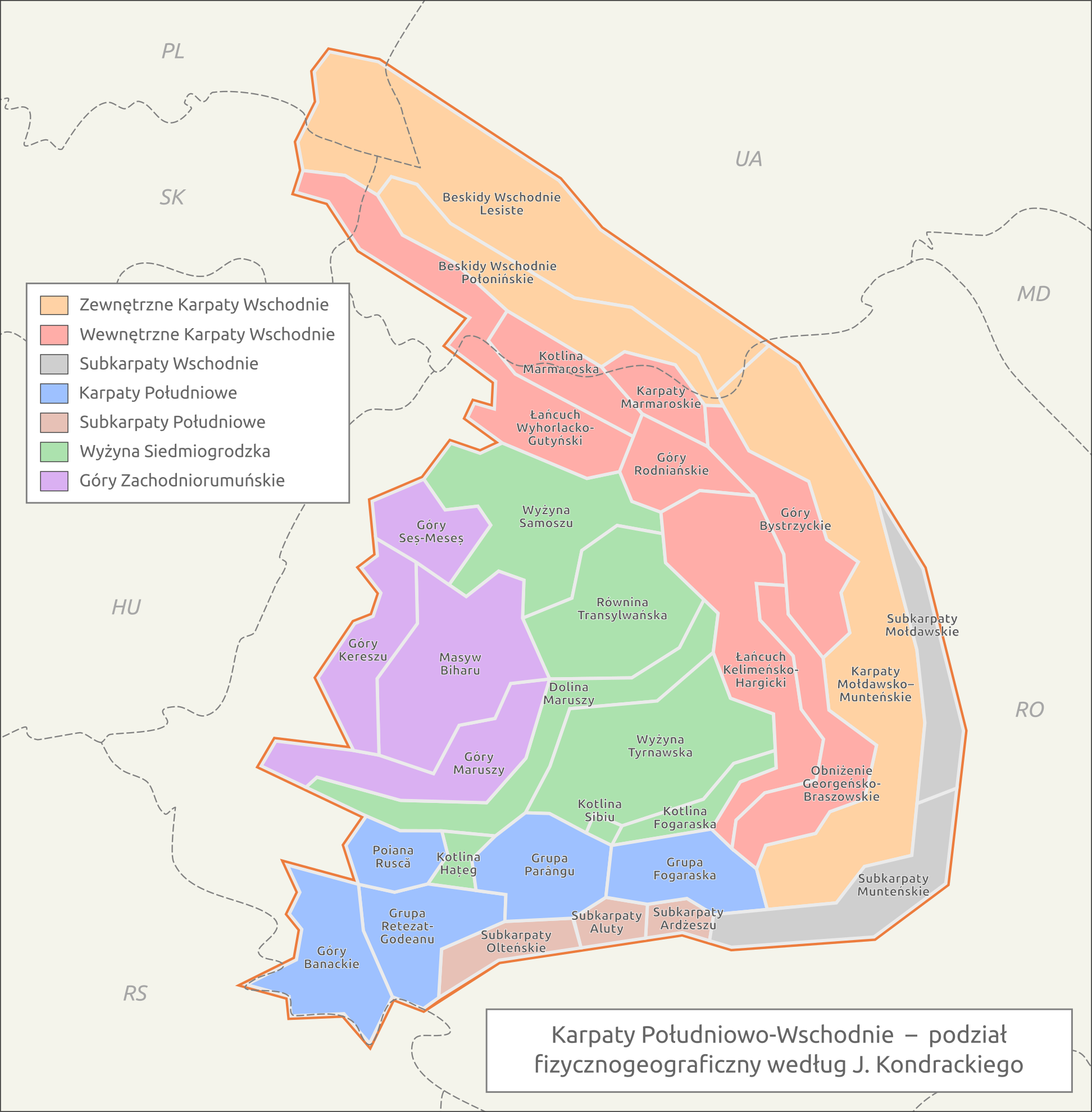
Podział regionalny Karpat Południowo-Wschodnich (podprowincje i makroregiony)

Według J. Kondrackiego Karpaty rozciągają się łukiem od Austrii, przez Czechy, Polskę, Słowację, Węgry, Ukrainę, po Rumunię. Łuk ten otaczają obniżenia Basenu Panońskiego, Podkarpacia i Równin Południoworumuńskich, które razem z Karpatami tworzą tzw. megaregion karpacki. Góry Banackie są w takiej interpretacji najbardziej na południe wysuniętym pasmem karpackim, graniczącym przez przełom Dunaju w Żelaznej Bramie z Górami Wschodnioserbskimi, które pod względem geologicznym stanowią przedłużenie Karpat, jednak polscy geografowie zaliczają je do Bałkanu.
Pierwszą wersję podziału Karpat na prowincje i podprowincje J. Kondracki zaprezentował w referacie na konferencji Międzynarodowej Unii Geograficznej w Budapeszcie w 1971 r. Referat ten opublikowano w 1973 r. w języku niemieckim na łamach czasopisma naukowego Annales Universitas Scientiarum Budapestenesis. Sectio Geografica. W 1978 r. ukazała się książka popularnonaukowa Karpaty (drugie wydanie z 1989 r.), w której J. Kondracki przedstawił podział na makroregiony i mezoregiony, a także zmodyfikował strukturę jednostek wyższego rzędu. W artykule zamieszczonym w 1996 r. w Przeglądzie Geograficznym dokonał on ostatnich poprawek na poziomach prowincji i podprowincji.

## Alternatywne regionalizacje
Regionalizacja J. Kondrackiego nie jest ani jedynym, ani też ogólnie przyjętym podziałem Karpat i ich części – w innych krajach funkcjonują odmienne regionalizacje, choć zwykle ograniczone do terytorium danego państwa, jak np. regionalizacja słowackich Karpat według Emila Mazúra i Michala Lukniša. Podział J. Kondrackiego wyróżnia się tym, że obejmuje Karpaty jako całość (zdefiniowaną przez autora).
Z ważniejszych różnic wspomniani wyżej geografowie słowaccy granicę między Karpatami Zachodnimi i Wschodnimi prowadzą nie wschodnim, a zachodnim krańcem Beskidu Niskiego przez przełęcz Beskid pod Lackową, gdzie grzbiet karpacki rozdziela dolinę Topli na południu i Białej na północy. W takim ujęciu Beskid Niski znajduje się w Karpatach Wschodnich. Polska geografia zalicza Beskid Niski do Karpat Zachodnich, choć Leszek Starkel opowiedział się za jego przynależnością do Karpat Wschodnich z uwagi na rusztowy układ grzbietów typowy dla rzeźby pasm wschodniokarpackich. Zachodniokarpacką cechą Beskidu Niskiego jest obecność na jego północnym przedpolu pogórza, które nie występuje w Karpatach Wschodnich.
Ponadto Słowacy rozdzielają Karpaty Zachodnie jedynie na Zewnętrzne, zbudowane z fliszu i obejmujące głównie Beskidy, oraz Wewnętrzne, gdzie występują pasma utworzone ze skał krystalicznych, osadowych i wulkanicznych. J. Kondracki ujmuje tę drugą jednostkę bardziej wąsko i wyodrębnia tu dodatkowo Centralne Karpaty Zachodnie i tzw. Góry Północnowęgierskie, przy czym segment centralny zawiera wyższe pasma krystaliczno-osadowe (Tatry, Niżne Tatry, Wielka Fatra, Mała Fatra), wewnętrzny – niższe pasma krystaliczno-osadowe (Rudawy Słowackie), a Góry Północnowęgierskie – niskie masywy wulkaniczne (Góry Tokajsko-Slańskie, Mátra).
Karpaty Wschodnie J. Kondracki dzieli wzdłuż na Zewnętrzne, Wewnętrzne i Subkarpaty, opierając się, podobnie jak w przypadku Karpat Zachodnich, na podłużnym zróżnicowaniu podłoża skalnego na strefę fliszową, krystaliczno-osadową i wulkaniczną. Strefy te w Karpatach Wschodnich tworzą jednak bardziej zagmatwany i mniej klarowny układ niż w Karpatach Zachodnich, stąd geografowie rumuńscy wyróżniają na tym obszarze sektory poprzeczne – Vintilă Mihăilescu wyodrębniał Karpaty Beskidzko-Marmaroskie, Karpaty Mołdawsko-Transylwańskie i tzw. Karpaty Zakrętu. Z kolei pasma Gór Banackich i Poiana Ruscă, które J. Kondracki przyporządkowuje do Karpat Południowych, są w Rumunii zaliczane do systemu Gór Zachodniorumuńskich.
W polskiej literaturze istnieją alternatywne, cząstkowe regionalizacje geografów związanych z Uniwersytetem Jagiellońskim. Wieloautorskie opracowanie Karpaty Polskie z 1995 r. wyszczególnia m.in. mezoregiony Dołów Jasielsko-Sanockich oraz Tatr Reglowych, podczas gdy J. Kondracki wydziela tylko Tatry Zachodnie i Wschodnie, a w rejonie Dołów wyróżnia cztery niewielkie mezoregiony: Obniżenie Gorlickie, Kotlinę Jasielsko-Krośnieńską, Pogórze Jasielskie i Pogórze Bukowskie. W podziale Karpat Zachodnich autorstwa Jarosława Balona i Miłosza Jodłowskiego z 2014 r. wyodrębniono mezoregiony, których brak u J. Kondrackiego, jak Beskid Żywiecko-Orawski, Beskid Żywiecko-Kisucki, Międzygórze Jabłonkowsko-Koniakowskie, Pasma Pewelsko-Krzeszowskie czy Pogórze Popradzkie.

## Wykaz regionów
Regionalizacja fizycznogeograficzna Karpat według J. Kondrackiego w formie tabelarycznej przedstawia się następująco:

### Prowincje, podprowincje i makroregiony Karpat
| Prowincja                          | Podprowincja                           | Makroregiony |
| ---------------------------------- | -------------------------------------- | --- |
| (51) Karpaty Zachodnie             | (513) Zewnętrzne Karpaty Zachodnie     | (513.1) Karpaty Austriacko-Morawskie (513.2) Karpaty Środkowomorawskie (513.3) Pogórze Zachodniobeskidzkie (513.4) Karpaty Słowacko-Morawskie (513.5) Beskidy Zachodnie (513.6) Pogórze Środkowobeskidzkie (513.7) Beskidy Środkowe                                                                |
| (51) Karpaty Zachodnie             | (514) Centralne Karpaty Zachodnie      | (514.1) Obniżenie Orawsko-Podhalańskie (514.2) Małe Karpaty (514.3) Dolina Środkowego Wagu (514.4) Łańcuch Małofatrzański (514.5) Łańcuch Tatrzański (514.6) Obniżenie Nitrzańsko-Turczańskie (514.7) Obniżenie Liptowsko-Spiskie (514.8) Łańcuch Wielkofatrzański (514.9) Łańcuch Niżnotatrzański |
| (51) Karpaty Zachodnie             | (515–516) Wewnętrzne Karpaty Zachodnie | (515.1) Bruzda Hronu (515.2) Łańcuch Rudaw Słowackich (516.1) Obniżenie Południowosłowackie (516.2) Kras Słowacko-Węgierski (516.3) Czerehat (pogórze) (516.4) Kotlina Koszycka |
| (51) Karpaty Zachodnie             | (517) Góry Północnowęgierskie          | (517.1) Góry Tokajsko-Slańskie (517.2) Góry Bukowe (517.3) Mátra (góry) (517.4) Czerhat (góry) (517.5) Börzsöny (góry) |
| (52) Karpaty Wschodnie             | (522) Zewnętrzne Karpaty Wschodnie     | (522.1) Beskidy Lesiste (522.2) Beskidy Połonińskie (522.3) Karpaty Mołdawsko-Munteńskie |
| (52) Karpaty Wschodnie             | (523) Wewnętrzne Karpaty Wschodnie     | (523.1) Karpaty Marmaroskie (523.2) Kotlina Marmaroska (523.3) Góry Rodniańskie (523.4) Góry Bystrzyckie (523.5) Łańcuch Wyhorlacko-Gutyński (523.6) Łańcuch Kelimeńsko-Hargicki (523.7) Obniżenie Georgeńsko-Braszowskie                                                                          |
| (52) Karpaty Wschodnie             | (524) Subkarpaty Wschodnie             | (524.1) Subkarpaty Mołdawskie (524.2) Subkarpaty Munteńskie |
| (53) Karpaty Południowe            | (531) Właściwe Karpaty Południowe      | (531.1) Grupa Fogaraska (531.2) Grupa Parângu (531.3) Grupa Retezat-Godeanu (531.4) Poiana Ruscă (góry) (531.5) Góry Banackie |
| (53) Karpaty Południowe            | (532) Subkarpaty Południowe            | (532.1) Subkarpaty Ardżeszu (532.2) Subkarpaty Aluty (532.3) Subkarpaty Olteńskie |
| (54) Góry i Wyżyny Siedmiogrodzkie | (541) Wyżyna Siedmiogrodzka            | (541.1) Wyżyna Samoszu (541.2) Równina Transylwańska (541.3) Dolina Maruszy (541.4) Wyżyna Tyrnawska (541.5) Kotlina Fogaraska (541.6) Kotlina Sibiu (541.7) Kotlina Hațeg |
| (54) Góry i Wyżyny Siedmiogrodzkie | (542) Góry Zachodniorumuńskie          | (542.1) Masyw Biharu (542.2) Góry Maruszy (542.3) Góry Kereszu (542.4) Góry Seș-Meseș |

### Makroregiony i mezoregiony Karpat
| Makroregion                              | Mezoregiony |
| ---------------------------------------- | --- |
| (51) Karpaty Zachodnie                   | |
| (513.1) Karpaty Austriacko-Morawskie     | nie wyróżniono mezoregionów |
| (513.2) Karpaty Środkowomorawskie        | Las Żdanicki • Chrziby |
| (513.3) Pogórze Zachodniobeskidzkie      | Pogórze Morawsko-Śląskie • Pogórze Śląskie • Pogórze Wielickie • Pogórze Wiśnickie |
| (513.4) Karpaty Słowacko-Morawskie       | Pogórze Myjawskie • Białe Karpaty • Jaworniki • Góry Wizowickie • Góry Hostyńsko-Wsetyńskie |
| (513.5) Beskidy Zachodnie                | Beskid Morawsko-Śląski • Beskid Śląski • Kotlina Żywiecka • Beskid Mały • Beskid Makowski • Beskid Wyspowy • Kotlina Rabczańska • Beskid Żywiecki • Gorce • Kotlina Sądecka • Beskid Sądecki • Góry Czerchowskie • Góry Kisuckie • Magura Orawska |
| (513.6) Pogórze Środkowobeskidzkie       | Pogórze Rożnowskie • Pogórze Ciężkowickie • Pogórze Strzyżowskie • Pogórze Dynowskie • Pogórze Przemyskie • Obniżenie Gorlickie • Kotlina Jasielsko-Krośnieńska • Pogórze Jasielskie • Pogórze Bukowskie                                          |
| (513.7) Beskidy Środkowe                 | Beskid Niski • Pogórze Ondawskie |
| (514.1) Obniżenie Orawsko-Podhalańskie   | Kotlina Orawsko-Nowotarska • Pieniny • Pogórze Spisko-Gubałowskie • Rów Podtatrzański |
| (514.2) Małe Karpaty                     | nie wyróżniono mezoregionów |
| (514.3) Dolina Środkowego Wagu           | Kotlina Trenczyńska • Kotlina Ilawska • Kotlina Wielkiej Bytczy • Kotlina Żylińska |
| (514.4) Łańcuch Małofatrzański           | Góry Inowieckie • Góry Strażowskie • Mała Fatra |
| (514.5) Łańcuch Tatrzański               | Góry Choczańskie • Tatry Zachodnie • Tatry Wschodnie |
| (514.6) Obniżenie Nitrzańsko-Turczańskie | Kotlina Środkowonitrzańska • Kotlina Górnonitrzańska • Żar • Kotlina Turczańska |
| (514.7) Obniżenie Liptowsko-Spiskie      | Kotlina Liptowska • Kotlina Popradzka • Kotlina Hornadzka • Góry Lewockie |
| (514.8) Łańcuch Wielkofatrzański         | Trybecz • Ptacznik • Hroński Inowiec • Góry Krzemnickie • Wielka Fatra |
| (514.9) Łańcuch Niżnotatrzański          | Niżne Tatry |
| (515.1) Bruzda Hronu                     | Kotlina Helpiańska • Kotlina Brezneńska • Kotlina Lopejska • Kotlina Bańskobystrzycka • Kotlina Zwoleńska • Przełom Dubrawski • Kotlina Żarska |
| (515.2) Łańcuch Rudaw Słowackich         | Góry Szczawnickie • Jaworie • Polana • Góry Bystrzyckie • Rudawy Weporskie • Rudawy Gemerskie • Góry Straceńskie • Rudawy Spiskie • Branisko i Bachureń                                                                                           |
| (516.1) Obniżenie Południowosłowackie    | Pogórze Krupińskie • Kotlina Ipelska • Kotlina Łuczeńska • Kotlina Rimawska • Kotlina Borsod |
| (516.2) Kras Słowacko-Węgierski          | nie wyróżniono mezoregionów |
| (516.3) Czerehat (pogórze)               | nie wyróżniono mezoregionów |
| (516.4) Kotlina Koszycka                 | nie wyróżniono mezoregionów |
| (517.1) Góry Tokajsko-Slańskie           | nie wyróżniono mezoregionów |
| (517.2) Góry Bukowe                      | nie wyróżniono mezoregionów |
| (517.3) Mátra (góry)                     | nie wyróżniono mezoregionów |
| (517.4) Czerhat (góry)                   | nie wyróżniono mezoregionów |
| (517.5) Börzsöny (góry)                  | nie wyróżniono mezoregionów |
| (52) Karpaty Wschodnie                   | |
| (522.1) Beskidy Lesiste                  | Góry Sanocko-Turczańskie • Bieszczady Zachodnie • Bieszczady Wschodnie • Beskidy Brzeżne • Gorgany • Beskidy Pokucko-Bukowińskie |
| (522.2) Beskidy Połonińskie              | Połonina Równa • Borżawa • Połonina Czerwona • Świdowiec • Czarnohora • Połoniny Hryniawskie |
| (522.3) Karpaty Mołdawsko-Munteńskie     | Obcinele Bukowińskie • Stânișoara • Tarcău • Dolina Trotuszu i Kotlina Darmanești • Góry Czukaskie • Oituz • Vrancei • Buzău • Gârbova |
| (523.1) Karpaty Marmaroskie              | nie wyróżniono mezoregionów |
| (523.2) Kotlina Marmaroska               | nie wyróżniono mezoregionów |
| (523.3) Góry Rodniańskie                 | nie wyróżniono mezoregionów |
| (523.4) Góry Bystrzyckie                 | Obcina Mestecăniş • Giumalău-Rarău • Pietrosul • Budac • Ceahlău • Giurgeu • Hăghimaș |
| (523.5) Łańcuch Wyhorlacko-Gutyński      | Wyhorlat • Makowica • Bużora • Tupy • Oaș • Góry Gutyjskie • Góry Cybleskie |
| (523.6) Łańcuch Kelimeńsko-Hargicki      | Bârgău • Góry Kelimeńskie • Gurghiu • Hargitha • Baraolt • Bodoc • Persani |
| (523.7) Obniżenie Georgeńsko-Braszowskie | Kotlina Giurgeu • Kotlina Ciuc • Kotlina Braszowska |
| (524.1) Subkarpaty Mołdawskie            | nie wyróżniono mezoregionów |
| (524.2) Subkarpaty Munteńskie            | nie wyróżniono mezoregionów |
| (53) Karpaty Południowe                  | |
| (531.1) Grupa Fogaraska                  | Bucegi • Leaota • Piatra Craiului • Iezer • Góry Fogaraskie • Obniżenie Loviștei • Cozia |
| (531.2) Grupa Parângu                    | Góry Căpățâni • Parâng • Obniżenie Lotru • Góry Lotru • Góry Sybińskie • Góry Sebeș |
| (531.3) Grupa Retezat-Godeanu            | Kotlina Petroșeni • Masyw Retezat • Masyw Godeanu • Góry Cernei • Góry Țarcu • Bruzda Czerny • Góry Vâlcan • Góry Mehedinți |
| (531.4) Poiana Ruscă (góry)              | nie wyróżniono mezoregionów |
| (531.5) Góry Banackie                    | Bruzda Temesz-Czerna • Góry Almăj • Góry Locva • Kotlina Almăj • Góry Semenic • Góry Anińskie • Obniżenie Caraș-Reșița • Góry Dognecea |
| (532.1) Subkarpaty Ardżeszu              | nie wyróżniono mezoregionów |
| (532.2) Subkarpaty Aluty                 | nie wyróżniono mezoregionów |
| (532.3) Subkarpaty Olteńskie             | nie wyróżniono mezoregionów |
| (54) Góry i Wyżyny Siedmiogrodzkie       | |
| (541.1) Wyżyna Samoszu                   | nie wyróżniono mezoregionów |
| (541.2) Równina Transylwańska            | nie wyróżniono mezoregionów |
| (541.3) Dolina Środkowej Maruszy         | nie wyróżniono mezoregionów |
| (541.4) Wyżyna Tyrnawska                 | nie wyróżniono mezoregionów |
| (541.5) Kotlina Fogaraska                | nie wyróżniono mezoregionów |
| (541.6) Kotlina Sybińska                 | nie wyróżniono mezoregionów |
| (541.7) Kotlina Hațeg                    | nie wyróżniono mezoregionów |
| (542.1) Masyw Biharu                     | nie wyróżniono mezoregionów |
| (542.2) Góry Maruszy                     | Góry Zarand • Rudawy Siedmiogrodzkie • Góry Trascău • Bruzda Maruszy |
| (542.3) Góry Kereszu                     | Góry Codru • Kotlina Beiuș • Pădurea Craiului • Kotlina Vad |
| (542.4) Góry Seș-Meseș                   | Góry Seș • Góry Meseș • Kotlina Șimleu |